# Muhammad Husayn Borujerdi
Ayatollah Sayyid Muhammad Husayn Borujerdi (født 23. marts 1875, død 30. marts 1961) var den ledende storayatollah i Iran fra slutningen af 1940'erne indtil sin død. Han er bedst kendt for at være den første, der blev tiltalt som storayatollah, og blev betragtet som den eneste storayatollah i sin levetid.